# Brose Fahrzeugteile
Brose Fahrzeugteile SE & Co. KG er en tysk underleverandør til bilindustrien. Den familieejede virksomhed har hovedkvarter i Coburg.
De udvikler- og producerer komponenter til køretøjer til 40 bilproducenter og 50 e-bikeproducenter. I 2022 var der 30.000 ansatte i 25 lande og en omsætning på 5,3 mia. euro.
4. Marts 1908 åbnede Max Brose en biltilbehørs-handelsvirksomhed i Berlin.